# Zero 2 Infinity
La Zero 2 Infinity ( 0II ∞ , a volte reso come Zero2Infinity ) è una società privata spagnola che sviluppa razzi sonda rockoon con cui fornire l'accesso a un'orbita terrestre bassa usando come primo stadio un pallone aerostatico.
La società, che ha sede a Barberà del Vallès, Barcellona, è stata fondata nel 2009 dall'ingegnere aerospaziale Jose Mariano López-Urdiales, l'attuale CEO.
Zero 2 Infinity ha testato palloni e il lancio di piccoli carichi a quote elevate sia per istituti scientifici che per imprese commerciali. Il sistema di lancio ha un impatto notevolmente inferiore sull'ambiente rispetto ai sistemi convenzionali in quanto il 99% dell'atmosfera viene superato, grazie al principio di Archimede, tramite un pallone aerostatico e, per la restante parte, l'atmosfera è talmente rarefatta da comportare bassissime resistenze.
La piattaforma di lancio della società, denominata Bloon, potrebbe essere utilizzata anche per il turismo.

## Prodotti
L'azienda basa il suo business su tre prodotti:
- Bloostar: un lanciatore rockoon per carichi come piccoli, micro e nanosatelliti.[4]
- Bloon: un lanciatore rockoon per il lancio di capsule con equipaggio nello spazio vicino per scopi di ricerca scientifica, educativi e turistici.[3][5]
- Elevate: un servizio fornito per il trasporto di carichi utili verso lo spazio vicino per scopi scientifici, di comunicazione, test satellitari, meteorologia e di marketing.[6]

### Bloostar
Bloostar è un veicolo di lancio Rockoon attualmente in fase di sviluppo, destinato a competere nel mercato della messa in orbita bassa di piccoli satelliti.
La prima fase della salita è effettuata tramite pallone aerostatico, riempito ad elio, fino al raggiungimento di 30 km (19 mi) di quota. Una volta raggiunta la quota massima raggiungibile dal pallone aerostatico, la piattaforma a razzo vera e propria viene accesa e staccata dal pallone per l'inserimento del carico utile nell'orbita prestabilita.
La piattaforma di lancio è in grado di trasportare un carico utile di 140 kg in un'orbita terrestre bassa di 200 km o un carico utile di 75 kg in un'orbita eliosincrona a 600 km.
Una volta messo in orbita il carico, il lanciatore viene distrutto facendolo rientrare in atmosfera; tuttavia le attuali caratteristiche tecniche del velivolo fanno ipotizzare una futura possibile evoluzione tecnica del progetto con capacità di recupero degli stadi ed il loro riutilizzo.